# Hans Röthlisberger

Hans Röthlisberger (1981)

Hans Röthlisberger (* 1. Februar 1923 in Langnau im Emmental; † 10. September 2009) war ein Schweizer Glaziologe.

## Biografie
Nach dem Schulbesuch studierte er Petrologie an der ETH Zürich, an der er dann auch bis zum Eintritt in den Ruhestand 1987 tätig war. 1950 sowie 1953 unternahm er Expeditionen zur Baffininsel, wo er seismologische Lotungen an den Gletschern vornahm. 1954 beschrieb er eine neue Methode zur Grössenbestimmung bei Sedimenten und Sedimentgesteinen.
1980 wurde er zum Leiter der Sektion für Glaziologie des Laboratoriums für Hydraulik, Hydrologie und Glaziologie der ETH Zürich ernannt. Seine wissenschaftlichen Hauptbeiträge lagen in der Abschätzung von Gletschern ausgehenden Gefahren sowie in der Betrachtung der Wirkung englazialer und subglazialer Schmelzwässer. Dabei wies er unter anderem nach, dass die Rate des durch die Reibungshitze des fliessenden Wassers Geschmolzenen äquivalent zur Rate des durch Eis überbelastenden Drucks auf den Abflusskanal ist.
Von 1984 bis 1987 war Röthlisberger ausserdem Präsident der Internationalen Glaziologischen Gesellschaft.
Röthlisberger starb am 10. September 2009.

## Veröffentlichungen (Auswahl)
- Seismic Exploration in Cold Regions. Cold Regions Research and Engineering Laboratory, Hanover N.H. 1972 (Cold regions science and engineering monograph. Bd. II A2a).

## Quelle
- Chambers Biographical Dictionary. 2002, ISBN 0-550-10051-2, S. 1316.
- Todesanzeige der Eidg. Technischen Hochschule Zürich vom 14. September 2009.